# Marino Lejarreta
Marino Lejarreta Arrizabalaga, né le 14 mai 1957 à Berriz (Pays basque), est un coureur cycliste espagnol. Professionnel entre 1979 et 1992, il comptabilise plus de 50 victoires professionnelles dont le Tour d'Espagne 1982, après le déclassement d'Ángel Arroyo pour dopage. Coureur espagnol le plus régulier des années 1980, il a également remporté trois classiques de Saint-Sébastien (record), deux Tours de Catalogne et cinq Escalade de Montjuïc. Il a aussi remporté des étapes sur les trois grands tours, tout en finissant plusieurs fois dans le top 5 de ces trois courses.

## Biographie

### Débuts et famille
Marino Lejarreta est issue d'une famille de cycliste. Il grandit dans sa ville natale de Bérriz, au Pays basque, vers le mont Oiz. À l'âge de 16 ans, comme ses frères aînés Ismael (né en 1953) et Néstor, il commence à faire du vélo. Son premier vélo est assemblé à partir de pièces d'occasion. Il travaille ses qualités de grimpeur lors de voyages dans le massif voisin d'Aitxuri. En 1979, il fait son service militaire. Son frère Ismael passe professionnel en 1977. Celui-ci a un fils, Iñaki (1983-2012), également cycliste, décédé après avoir été heurté par une voiture lors d'un entraînement. 

### Carrière de coureur
Marino Lejarreta passe professionnel en 1979 chez Novostil. En 1980, il rejoint l'équipe Teka et connait ses premiers succès nationaux en remportant le Tour de Catalogne, une étape du Tour des Asturies et Escalade de Montjuïc. Son style de conduite - il se pliait sur le vélo mais ne rompait jamais - et son visage immobile lui valent rapidement le surnom de « El Junco de Bérriz », (Le Roseau du Berriz). En 1982, il participe pour la quatrième année au Tour d'Espagne. Il termine deuxième de la course. Cependant, le vainqueur initial, son compatriote Ángel Arroyo, est contrôlé positif au méthylphénidate et reçoit une sanction de dix minutes. Cela fait de Lejarreta le nouveau vainqueur avec 18 secondes seulement d'avance sur Michel Pollentier, tandis qu'Arroyo glisse à la 13e place. Lors du Championnat du monde sur route, il est seul en tête dans les derniers kilomètres, mais il est finalement repris et doit se contenter de la cinquième place. En 1983, il s'installe en Italie car il souhaite profiter de la culture cycliste italienne, mais aussi en raison de la situation politique fragile du Pays Basque.
Doté d'une endurance exceptionnelle, il enchaîne les trois grands tours nationaux en 1987, 1989, 1990 et 1991, en terminant le plus souvent à une place d'honneur. Coureur d'une parfaite régularité (15 fois dans les dix premiers d'un grand tour, six fois dans les cinq premiers du Tour du Pays basque, qu'il n'a jamais remporté, ou du Tour de Catalogne), s'il excelle dans les courses par étapes, il est capable de briller sur tous les terrains, depuis les classiques jusqu'au Grand Prix des Nations.
En avril 1992, il chute lors de la Klasika Primavera de Amorebieta, non loin de Bérriz, et est grièvement blessé. Bien qu'il soit revenu à la compétition en octobre de la même année lors du Tour de La Rioja, il met fin à sa carrière de cycliste en fin de saison,.

### Après carrière et en dehors du cyclisme
Il s'implique dans la Fundación Euskadi et à partir de 2000, il travaille dans diverses fonctions de direction d'équipe, chez O.N.C.E. et Liberty Seguros. Il devient ensuite commentateur pour la télévision basque EITB.
Alors qu'il est encore professionnel, il crée en 1991, associé au cycliste Miguel Indurain et au footballeur Genar Andrinúa, une chaîne de magasins de sport nommée Forum Sport. Cette entreprise se développe dans toute l'Espagne et attire dans son actionnariat d'autres sportifs espagnols, comptant ainsi 59 d'entre eux en mai 2003. Indurain déclare en 2016 que lui et Lejarreta ne sont plus impliqués dans l'entreprise.

## Palmarès

### Par années
| - 1979 - 2e du GP Llodio - 1980 - Classement général du Tour de Catalogne - Escalade de Montjuïc : - Classement général - Contre-la-montre - 4e étape du Tour des Asturies - 3e du Tour du Pays basque - 3e du Tour d'Allemagne - 3e de l'Étoile des Espoirs - 5e du Tour d'Espagne - 5e du Critérium du Dauphiné libéré - 1981 - 3e étape du Tour du Tarn - Prueba Villafranca de Ordizia - Circuit de Getxo - Classique de Saint-Sébastien - Subida al Naranco - 3e du Tour du Pays basque - 3e du Tour de Catalogne - 4e du Grand Prix du Midi Libre - 1982 - Tour d'Espagne : - Classement général - 17e étape - 2e étape du Tour des vallées minières - Classique de Saint-Sébastien - Tour de Castille : - Classement général - 1reb étape (contre-la-montre) - Tour de Cantabrie : - Classement général - Prologue - Classement général du Tour de La Rioja - Escalade de Montjuïc : - Classement général - 1rea étape - 2e du GP Llodio - 3e du Gran Premio Navarra - 5e du championnat du monde sur route - 1983 - Tour d'Espagne : - Classement par points - 6e, 8e (contre-la-montre) et 13e étapes - Tour des Apennins - Escalade de Montjuïc : - Classement général - Course en ligne et contre-la-montre - 2e du Tour d'Espagne - 2e du Tour d'Ombrie - 3e du Tour du Pays basque - 3e de la Klasika Primavera - 3e de la Coppa Sabatini - 6e du Tour d'Italie - 1984 - 19e étape du Tour d'Italie - 3e du Tour du Pays basque - 3e de la Subida al Naranco - 4e du Tour d'Italie - 1985 - 2e du Grand Prix de l'industrie et du commerce de Prato - 2e du Mémorial Nencini - 3e du Tour du Pays basque - 3e du Tour des Apennins - 3e de la Coppa Sabatini - 3e du Tour d'Émilie - 5e du Tour d'Italie - 9e du Tour de Romandie - 1986 - 2eb étape du Tour de Murcie (contre-la-montre par équipes) - Tour de Burgos - Subida al Naranco - 8e étape du Tour d'Espagne (contre-la-montre) - 2e de la Klasika Primavera - 2e de la Subida a Arrate - 2e de la Classique de Saint-Sébastien - 5e du Tour d'Espagne - 5e du Tour de Catalogne | - 1987 - Classement général de la Bicyclette basque - Tour de Burgos : - Classement général - Prologue et 4e étape - Classique de Saint-Sébastien - Subida a Urkiola - 3e de la Klasika Primavera - 3e du Grand Prix des Nations - 4e du Tour d'Italie - 9e du Tour de Catalogne - 9e du Super Prestige Pernod - 10e du Tour de France - 1988 - Prueba Villafranca de Ordizia - Tour de Burgos : - Classement général - Prologue - Subida a Urkiola - Classement général du Tour de Galice - Escalade de Montjuïc : - Classement général - Course en ligne et contre-la-montre - 3e du Tour de Catalogne - 3e du Gran Premio Navarra - 3e du Tour de Lombardie - 1989 - Klasika Primavera - 2ea étape du Tour d'Espagne (contre-la-montre par équipes) - Prueba Villafranca de Ordizia - Classement général du Tour de Catalogne - 2e étape du Tour de La Rioja - 2e de l'Escalade de Montjuïc - 5e du Tour de France - 10e du Tour d'Italie - 1990 - 14e étape du Tour de France - Tour de Burgos : - Classement général - 2e et 4e (contre-la-montre par équipes) étapes - Escalade de Montjuïc : - Classement général - Contre-la-montre - 2e de la Prueba Villafranca de Ordizia - 2e du Tour de Catalogne - 2e du Grand Prix de la Libération (contre-la-montre par équipes) - 3e du Trofeo Comunidad Foral de Navarra - 3e de la Klasika Primavera - 3e de la Subida a Urkiola - 4e du Grand Prix de Zurich - 5e du Tour de France - 7e du Tour d'Italie - 8e du Tour de Lombardie - 9e de la Finale de la Coupe du monde (contre-la-montre) - 10e de la Wincanton Classic - 1991 - 2eb étape du Tour d'Espagne (contre-la-montre par équipes) - 5e étape du Tour d'Italie - 1re étape du Tour de Catalogne (contre-la-montre par équipes) - 2e de la Subida a Urkiola - 2e du Grand Prix de la Libération (contre-la-montre par équipes) - 3e du Tour d'Espagne - 5e du Tour d'Italie - 7e de Liège-Bastogne-Liège - 8e de la Flèche wallonne |  |

### Résultats sur les grands tours
Il participe à 27 grands tours au cours de sa carrière en terminant 15 fois dans les 10 premiers.

#### Tour de France
8 participations.
- 1981 : 35e du classement général.
- 1982 : 37e du classement général.
- 1986 : 18e du classement général.
- 1987 : 10e du classement général.
- 1988 : 16e du classement général.
- 1989 : 5e du classement général.
- 1990 : 5e du classement général et vainqueur de la 14e étape.
- 1991 : 53e du classement général.

#### Tour d'Espagne
12 participations.
- 1979 : 30e du classement général.
- 1980 : 5e du classement général.
- 1981 : abandon
- 1982 :  Vainqueur du classement général et de la 17e étape,  maillot jaune pendant 3 jours
- 1983 : 2e du classement général,  vainqueur du classement par points et des 6e, 8e (contre-la-montre) et 13e étapes,  maillot jaune pendant 4 jours
- 1984 : abandon lors de la 17e étape.
- 1986 : 5e du classement général et vainqueur de la 8e étape (contre-la-montre).
- 1987 : 34e du classement général.
- 1988 : non partant au matin de la 10e étape.
- 1989 : 19e du classement général et vainqueur de la 2ea étape (contre-la-montre par équipes)
- 1990 : 55e du classement général.
- 1991 : 3e du classement général, vainqueur de la 2eb étape (contre-la-montre par équipes)

#### Tour d'Italie
7 participations.
- 1983 : 6e du classement général.
- 1984 : 4e du classement général et vainqueur de la 19e étape.
- 1985 : 5e du classement général.
- 1987 : 4e du classement général.
- 1989 : 10e du classement général.
- 1990 : 7e du classement général.
- 1991 : 5e du classement général et vainqueur de la 5e étape.

### Championnats du monde professionnels
12 participations.
- 1980 : abandon.
- 1981 : 15e au classement final.
- 1982 : 5e au classement final.
- 1983 : 25e au classement final.
- 1984 : 13e au classement final.
- 1985 : 57e au classement final.
- 1986 : abandon.
- 1987 : 38e au classement final.
- 1988 : 74e au classement final.
- 1989 : 11e au classement final.
- 1990 : 21e au classement final.
- 1991 : abandon.